# 加拿大氢强度测绘实验
加拿大氢强度测绘实验（英語：Canadian Hydrogen Intensity Mapping Experiment，缩写为）是位于加拿大不列颠哥伦比亚省自治领射电天体物理台（DRAO）的干涉射电望远镜，由4个100 × 20 米的半圆柱体组成，配有1024个双极化射电接收器，探测频段为400-800 MHz。这台望远镜的低噪声放大器采用了手机行业的改装组件，其观测数据采用定制的FPGA电子系统和1000-处理器的高性能GPGPU集群进行处理。
CHIME是不列颠哥伦比亚大学，麦吉尔大学，多伦多大学和加拿大国家研究委员会的自治领射电天体物理台之间的合作项目。2017年9月7日举行了开光仪式。2018年9月底开始观测运行，几周内发现了13起快速射电暴（FRB）事件。

## 科学目标

### 宇宙学
宇宙加速膨胀是现代宇宙学的最大难题之一。一般认为占宇宙临界密度大约70%的暗能量导致了宇宙的加速膨胀，但其本质尚不清楚。CHIME将精确测量宇宙的加速膨胀，增进人们对暗能量本质的理解。CHIME的观测目标为暗能量开始主导宇宙膨胀，并且减速膨胀转变为加速膨胀的时期。

### 银河系
CHIME的巡天可在射电波段研究银河系结构，并提高对银河系磁场的理解。

### 射电暂现源
CHIME将用于发现和监测脉冲星以及其他射电暂现源，例如快速射电暴（FRB）。FRB的持续时间仅为几毫秒，并且其天体物理起源尚不清楚。

## 方法
四個100米長、20米寬的半圓柱狀金屬網構成觀測

## 技术
配有1024個電波接收器，能同時搜尋大範圍的天空

## 历史

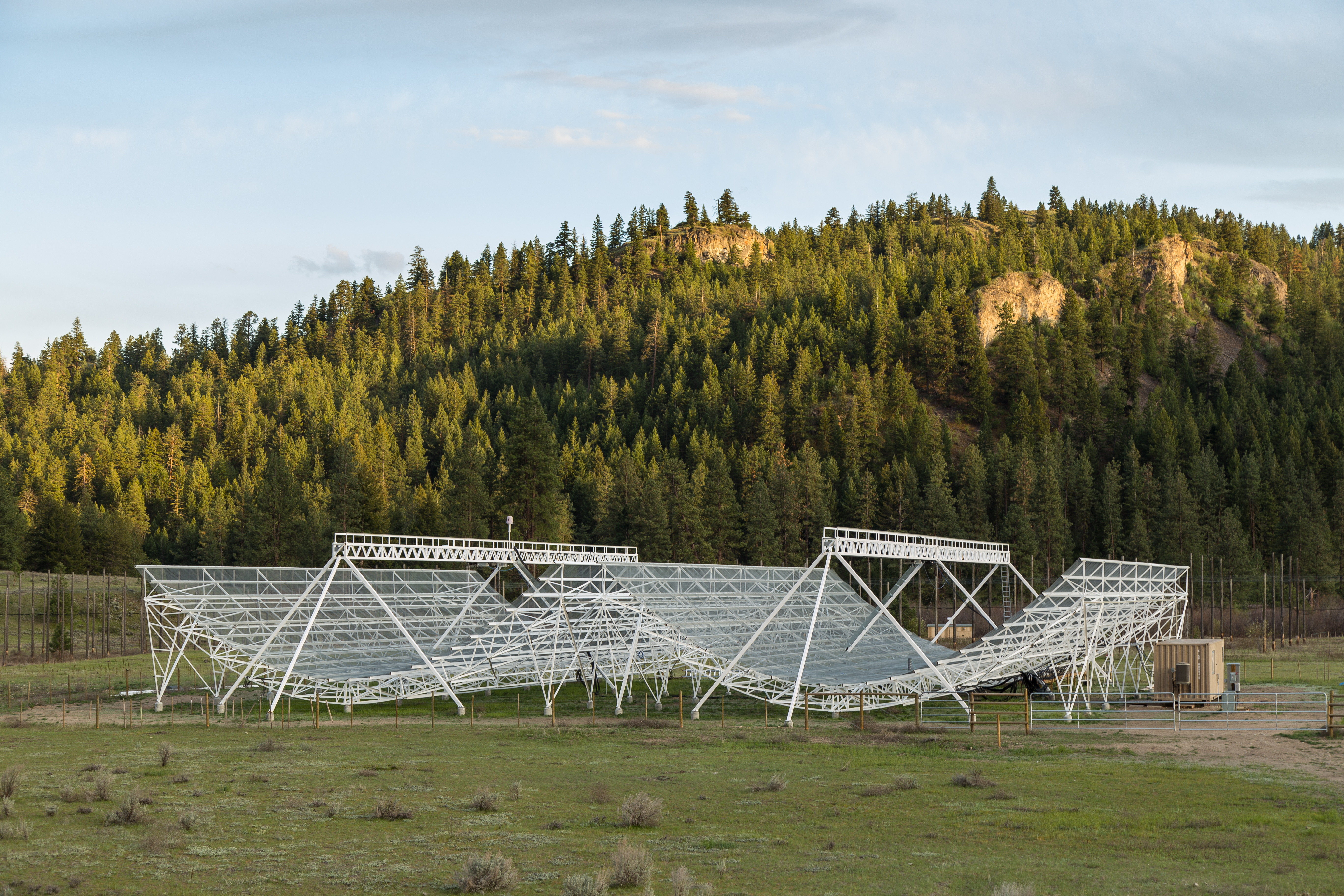
CHIME探路者望远镜——CHIME望远镜的原型。

2013年，CHIME探路者望远镜在DRAO建成。  它是整个仪器的小型版本，由两个36 x 20 米的半圆柱体组成，配有128个双极化天线，目前用作CHIME技术的测试平台。 此外，CHIME探路者望远镜还可以利用氢强度测绘技术对重子声学振荡 （BAO）进行初布测量。
CHIME的建设于2015年开始，于2017年8月结束。它位于加拿大不列颠哥伦比亚省彭蒂克顿附近的自治领天体物理台（DRAO）。2015年11月，媒体报导称CHIME“接近运营”，需要安装接收器，并建造超级计算机。 2016年3月CHIME与AMD签订了GPU芯片合同。 
2017年9月7日，加拿大科学部部长柯丝蒂·邓肯举行了望远镜的开光仪式。 2018年9月底开始观测运行，并在第一周内就发现了几起快速射电暴（FRB）事件，包括第2起重复的FRB，即FRB 180814。CHIME预计可以每天探测到数十个FRB。